# Монтегроси
Монтегроси је насеље у Италији у округу Сијена, региону Тоскана.
Према процени из 2011. у насељу је живело 22 становника. Насеље се налази на надморској висини од 633 м.